# Erimystax dissimilis
Erimystax dissimilis är en fiskart som först beskrevs av Jared Potter Kirtland, 1840.  Erimystax dissimilis ingår i släktet Erimystax och familjen karpfiskar. Inga underarter finns listade i Catalogue of Life.